# Víctor de Tunnuna
Víctor de Tunnuna, Victor Tunnunensis o de Túnez (??-570) fue un clérigo e historiador romano-bizantino, obispo de la ciudad de Tunnuna (Túnez) y autor de una importante crónica de la Alta Edad Media. Se sabe poco de su vida, excepto su oposición a la política religiosa del emperador Justiniano I.
A causa de su adhesión fanática a los Tres capítulos, que habían sido condenados en 544 por un edicto de Justiniano, fue encarcelado en el monasterio de Mandrakion, cerca de Cartago; luego exiliado a las Islas Baleares y finalmente a un monasterio de Egipto.
En 564 fue citado ante el emperador y el Patriarca de Constantinopla, con otros cinco obispos africanos, y se les ordenó someterse al edicto del emperador. Todos ellos permanecieron obstinados y fueron encarcelados en diferentes monasterios de Constantinopla.

## Chronicon
Es durante este encierro cuando redacta su crónica, de la que se supone cubría desde la Creación hasta el año 566; sin embargo sólo se conserva la parte que cubre los años 444 a 566, y que continúa el Epitoma Chronicon de Próspero de Aquitania.

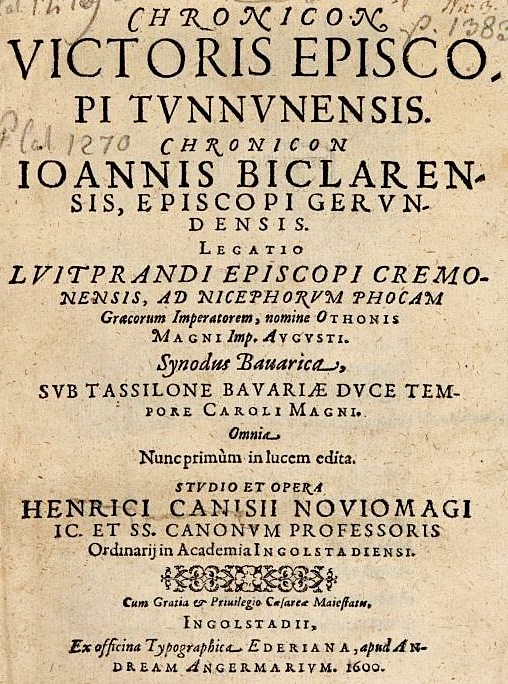
Portada de la primera impresión de las crónicas de los obispos Victor Tunnunensis y de Ioannes Biclarensis. Heinrich Canisius, 1600

En esta crónica se pone especial énfasis en los asuntos religiosos, como la herejía Eutiquiana y la controversia de los Tres capítulos, que es parte de la controversia con los monofisitas, pero incluye también información acerca de la ocupación vándala en el norte de África. 
Es de los primeros en usar la datación de la era cristiana en sus escritos históricos.
Esta crónica fue continuada por el Chronicon de Juan de Biclaro.